# Timiș (rivière)
 (mai 2017).
Si vous disposez d'ouvrages ou d'articles de référence ou si vous connaissez des sites web de qualité traitant du thème abordé ici, merci de compléter l'article en donnant les références utiles à sa vérifiabilité et en les liant à la section « Notes et références ».
Pour les articles homonymes, voir Timiș.
Le Timiș (en serbo-croate : Tamiš ; en allemand : Temesch ; en hongrois : Temes ; en latin : Tibiscus ou Tibisis) est une rivière roumaine et serbe, affluent sur la rive gauche du Danube.

## Géographie
Le Timiș a un cours de 359 kilomètres de long, et possède un bassin de 13 085 km2. Il a sa source en Roumanie dans les monts Semenic dans les Carpates occidentales roumaines, traverse les villes de Caransebeș et de Lugoj, passe à une vingtaine de kilomètres au sud de Timișoara puis en Serbie et se jette dans le Danube à Pančevo. Les 53 derniers kilomètres de la rivière sont navigables.
Le Timiș a pour affluents le Râul Rece, la Slatina, la Valea Mare, le Rugiu, le Pârâul Lung, l'Armeniș, le Sebeș, la Bistra, le Șurgani, la Timișana, le Pogăniș, le Timișul Mort, la Vena Mare et la Brzava.